# 李昪
南唐烈祖李昪（889年1月7日—943年3月30日），字正倫，小字彭奴，五代十國時期南唐開國皇帝，徐州人，原名徐知誥，是南吳權臣徐溫養子，南唐第1任國主兼開國皇帝。李昪登基後便励精图治，使南唐的國力大為提升。

## 身世
关于李昪的身世，历史上众说纷纭，莫衷一是，宋朝司马光《资治通鉴考异》就收录了四种不同的说法。
其中一种观点认为李昪是唐朝皇族后裔，持这种观点者以私修史著及杂史、稗史居多。据《十国春秋》总结，南唐灭亡后，南唐旧臣徐铉作《江南录》记录南唐历史，其中就提出李昪是唐宪宗第八子建王李恪的玄孙，释文莹《玉壶清话》采用了这种说法，李昪之孙李从浦墓志铭《宋故左龙武卫大将军李公墓志铭》也自称是建王李恪的后裔。陆游《南唐书》进一步提出了具体的世系是李恪生李超，李超生李荣，李荣生李昪，龙衮《江南野史》和马令《南唐书》世系谱与陆游书类似，但认为李超仅仅是李恪的后裔而非儿子，赵世延《南唐书序》，陈霆《唐余纪传》沿袭了这种观点；李昊《蜀后主实录》记载李昪是曾任岭南节度使的嗣薛王李知柔之子，郑文宝《江表志》认为李昪是唐朝郑王的疏属支脉，陈彭年《江南别录》仅称之为唐之宗室，没有指明是谁的后代，《旧五代史》则记载李昪自称是唐玄宗之子永王李璘的后代。李昪自称唐朝皇室后裔，在五代十国时期就受到诟病，钱元瓘与沈韬文曾出言讽刺。
而宋代以来另有一种观点认为李昪祖先不过是平民，正史所持都是这种观点。《旧五代史》记载李昪仅仅是“自称”唐朝皇室后裔，《新五代史》同样是记载李昪“自称”建王李恪的玄孙，且称其出身微贱，而《资治通鉴》记载李昪打算以吴王李恪为祖先时曾有部下建议以郑王李元懿为祖先，李昪下令有关部门考察李恪和李元懿的后代，因为李恪的孙子李祎曾有军功，李祎的儿子李岘又做过宰相，于是李昪才以李恪为祖先，自称李岘下传五世到李昪的父亲李荣，这五世的名字大部分都是杜撰出来的，李昪又觉得唐朝经历了十九个皇帝历时三百年，怀疑自己的世系十代人太少，有关部门奏称一代人三十年，而李昪出生于唐僖宗文德年间，已经五十年了，李昪于是依从了他们。
另一种观点则见于钱俨《吴越备史》，其中称李昪之父本姓潘，因为被敌将李神福掳走而成为李神福的家奴，后徐温在李神福家见到李昪，对其十分惊异，遂请求收为养子。刘恕《十国纪年》认为李昪附会祖宗，不是唐朝宗室后裔，不过吴越与南唐是仇敌，《吴越备史》也非史实。李昪少年时就遭遇战乱成了孤儿，其祖先世系根本无法得知，李超、李志的名字都与徐温曾祖和祖父同名，完全是附会。

## 生平
李昪，唐朝光启四年十二月二日（889年1月7日）生人，小名李彭奴。父李荣性格谨厚，多游于佛寺。李彭奴六岁时其父於動亂中喪生，与伯父李球逃亡濠州。不久之后生母刘氏卒，遂托养于濠州开元寺。
乾宁二年，楊吳太祖杨行密攻濠州，得李彭奴，奇其相貌，欲收养为己子，而杨行密诸亲子以其身世微贱，不齿为兄弟。杨行密遂将李彭奴交给徐温为养子，遂改名为徐知誥。徐温妻子李氏以李彭奴与己为同姓，甚为爱护。
楊吳時期，徐知誥因功累升昇州防遏使、楼船使、昇州刺史、潤州團練使、检校司徒。徐知誥為政寬仁，又能節儉自處，獎勵農桑，因此府庫充實。當時，徐溫居昇州，並以長子徐知訓居南吳都城揚州控制南吳政權。天祐十五年（918年）徐知訓因驕傲荒淫為朱瑾所殺，徐知誥就近自潤州渡長江平變，自是徐溫乃以其为淮南节度行军副使、内外马步都军副使，代替徐知訓留揚州，日常政事皆由徐知誥處斷。
徐知誥在揚州，一反徐知訓的作為，恭敬事奉吳王楊隆演，並且謙卑對待士大夫。對待部屬寬大，生活儉僕，並以宋齊丘為謀士，改革稅制，因此國勢漸強，人心歸附。武义元年，徐知誥拜为左仆射、参知政事。顺义初年加封同平章事、领江州观察使、奉化军节度使。
南吳順義七年（927年）徐溫去世，徐知誥與徐溫親子徐知詢爭權，徐知誥趁徐知詢入朝的機會，將其扣留，自此完全掌握南吳政權。太和三年，徐知誥升为太尉、中书令、领镇海宁国诸军节度使，封东海郡王，出镇金陵。天祚元年（935年），加封尚父、太师、大丞相、天下兵马大元帅，进封齐王，以昇州、润州、宣州、池州、歙州、常州、江州、饶州、信州、海州为齐国。徐知诰置百官，以金陵府为西都。

## 称帝
天祚三年（937年），徐知誥改名徐誥。同年，杨溥让位，南吴亡。徐誥即皇帝位，国号大齐，改年號昇元，以昇州金陵府（建康）为西都，扬州广陵府（江都）为东都。追尊徐温为太祖武皇帝。
昇元三年（939年）正月庚戌，江王徐知证、饶王徐知谔上奏朝廷，恭请徐誥恢復原姓，徐誥不予准奏。正月癸亥，左丞相宋齐丘等人再次上書，徐誥乃准之。二月乙亥，徐誥自稱是唐朝宗室，改国号为大唐，改徐温庙号为义祖。复李姓，初改自名为昂，犯唐文宗名讳；旋改名晃，又其与后梁太祖朱温同名，又改名为旦，犯唐睿宗聖諱。最终改名为昪。李昪下令立天子七庙，以唐高祖、唐太宗、以及南唐义祖徐温为不迁之祖。李昪由於家族譜系不詳，又要與唐朝皇室攀關係，故欲以唐朝吴王李恪为远祖，大臣奏以李恪被長孫無忌絞死，不如以郑王李元懿为祖。李昪乃令诸大臣考二王苗裔，李恪之孙李祎有功，李祎之子李岘为宰相，遂以李恪为祖。李昪於是创家谱，曰生父李荣，李荣之父李志，李志之父李超，李超之祖为李岘。其名字与官衔皆杜撰。当年三月，李昪下诏尊十世祖李恪为定宗孝静皇帝，曾祖李超为成宗孝平皇帝，祖李志为惠宗孝安皇帝，父李荣为庆宗孝德皇帝。。

李昪欽陵内部

李昪登帝位後，改旧邸为崇德宫，正厅为光庆殿。又改东都文明殿为乾元殿、英武殿为明光殿、应乾殿为垂拱殿、朝阳殿为福昌殿、积庆宫为崇道宫；改西都崇英殿为延英殿、凝华前殿为昇元殿、后殿为雍和殿、兴祥殿为昭德殿、积庆殿为穆清殿。李昪勤於政事，並興利除弊，變更舊法。保境安民，與民休息。又與吳越和解，昇元五年吴越国大火，群臣请趁机攻打，而李昪称“奈何利人之灾！”遣使厚赠金帛慰问。吴越水灾，其民就食于南唐境内，李昪也遣官员赈济。
然而李昪崇尚道术，因服用丹藥中毒，個性變得暴躁易怒。昇元七年（943年），李昪服食方士史守冲所献“金丹”，背上生瘡，不久病情惡化，在昇元殿去世，终年五十六岁。临终前召子齐王李璟，嘱曰“德昌宫储戎器金帛七百余万，汝守成业，宜善交邻国，以保社稷。吾服金石，欲求延年，反以速死，汝宜视以为戒”；又啮齐王手指出血，称“他日北方必有事，勿忘吾言”。李璟繼位，上李昪谥号光文肅武孝高皇帝，廟號烈祖，葬于永陵（后改陵号为钦陵）。

## 家庭

### 妻妾
- 王氏，元配，追封顺妃
- 宋福金，继室，即元敬皇后
- 时光，江王景逷母
- 昭容吉氏（912年－945年），東海朐山人，曾祖吉徵，朗州龍陽縣令。壽陽縣令吉黨的孙女，海州怀仁县令吉彦辉的女儿。保大三年秋七月初二日薨，年三十三岁。[22]
- 汝南郡君周氏，保大三年（945年），由李璟追封许国太妃[23]
- 平昌郡君孟氏（883年－926年）孟及的女儿。同光四年五月十有九日，平昌郡君没於大内之别院，享年四十三。[24]

### 子女
李昪有五子，女儿有史可查为七人：
- 儿子
  - 長子李景通，即後來的南唐元宗，（916年－961年），字伯玉。初封吳王，後徙封齊王，於李昪駕崩後即皇帝位，並改名李璟
  - 次子李景遷（919年－937年），18歲卒，追封楚定王
  - 三子李景遂，（920年－958年），晉王，後李璟追封文成太弟
  - 四子李景達（924年－971年），字子通。齊昭孝王，後李煜追封孝昭太弟
  - 五子李景逷（937年－968年），字宣遠。种夫人子，江昭順王
- 女儿
  - 长女，豐城公主，937年，追封丰城公主
  - 某女，盛唐公主
  - 某女，太和公主，許配給严可求子严续
  - 四女，嫁給楊溥的太子楊璉，楊溥被廢後封永興公主
  - 某女，建昌公主
  - 某女，玉山公主
  - 某女，興國公主，嫁馬仁裕